# Choucador de Hildebrandt
Lamprotornis hildebrandti
Pour les autres espèces de spréos, voir Spréo.
Espèce
Statut de conservation UICN

 LC  : Préoccupation mineure
Le Choucador de Hildebrandt ou Spréo d'Hildebrandt (Lamprotornis hildebrandti ou Spreo hildebrandti) est une espèce de passereaux de la famille des Sturnidae.

## Description
Il mesure en moyenne 18 centimètres de longueur, pèse entre 50 et 69 grammes. Les adultes ont un plumage irisé sur le dessus du corps et les surfaces supérieures. Cette couleur est produite par l'interférence de la lumière qui est réfléchie sur des structures microscopiques situées sur les plumes et non par pigmentation. La tête est bleue, comme la plupart des parties supérieures du corps de l'oiseau, les ailes ont une couleur vert bronze avec un bleu primaire. La gorge et le haut de la poitrine sont violet brillant. La queue porte un bleu-vert brillant également.
Le milieu et la partie supérieure de sa poitrine sont orange et le ventre est roux. L'iris est rouge-orangé, le bec et les pattes sont noirs. Les mâles et femelles n'ont pas de différences physiques.
Les petits sont différents, ils arborent un gris charbon sur le dos et un ventre brun.
Son chant produit un son lent ch-rak ch-rak chee-chee-wee chee-wee rak rak rak. Son signal d'alarme fait "chu-ee" et, lorsqu'il appelle ses congénères, il produit le son "chule".

## Alimentation
Son régime alimentaire est une combinaison d'insectes et de fruits, avec apparemment une prépondérance pour les insectes. Il a été observé se nourrissant de coléoptères et de sauterelles ou encore poursuivant des termites volants.

## Répartition géographique
On le trouve au Kenya et en Tanzanie.